# Hotel del Luna
Hotel del Luna (koreanisch 호텔 델루나, RR Hotel delluna) ist eine südkoreanische Fantasyserie des Fernsehsenders tvN aus dem Jahr 2019. Die erste Folge wurde am 13. Juli 2019 ausgestrahlt. Die Hauptrollen spielen IU und Yeo Jin-goo. Produziert wird das Drama von Studio Dragon; das Drehbuch stammt von den Hong-Schwestern.

## Handlung
Das Hotel del Luna ist ein Hotel nur für Geister. Es dient den Geistern als letzter Rastplatz vor dem Jenseits. Jang Man-wol (manwol ist koreanisch für ‚Vollmond‘) leitet das Hotel seit tausend Jahren. Das Hotel ist in seiner vollen Form nur für Geister sichtbar. Allerdings braucht es einen menschlichen Manager, der bestimmte Verwaltungsaufgaben erledigt.
Jang Man-wol ist an den Mondbaum gebunden und muss zur Strafe für eine große Sünde das Hotel leiten. Doch nach tausend Jahren finden die Mago, dass es Zeit für eine Veränderung sei und konfrontieren Man-wol mit den Seelen ihrer Vergangenheit, beginnend mit dem jungen Go Chan-sung, der Interesse an der Geschichte des Hotels und Man-wols Sünde findet.

## Einschaltquoten
| Folge        | Ausstrahlungsdatum | Einschaltquote | Einschaltquote |
| Folge        | Ausstrahlungsdatum | AGB Nielsen    | AGB Nielsen    |
| Folge        | Ausstrahlungsdatum | landesweit     | Seoul          |
| ------------ | ------------------ | -------------- | -------------- |
| 1            | 13. Juli 2019      | 7,327 %        | 7.749%         |
| 2            | 14. Juli 2019      | 7,633 %        | 8,857 %        |
| 3            | 20. Juli 2019      | 8.281 %        | 9.478 %        |
| 4            | 21. Juli 2019      | 7.736 %        | 9.024 %        |
| 5            | 27. Juli 2019      | 7.023%         | 7.883 %        |
| 6            | 28. Juli 2019      | 8.701 %        | 9.949 %        |
| 7            | 3. August 2019     | 8.052 %        | 8.772 %        |
| 8            | 4. August 2019     | 9.131 %        | 10.469 %       |
| 9            | 10. August 2019    | 8.349 %        | 10.266 %       |
| 10           | 11. August 2019    | 10.009 %       | 11.779 %       |
| 11           | 17. August 2019    | 8.590 %        | 9.746 %        |
| 12           | 18. August 2019    | 10.407 %       | 12.178 %       |
| 13           | 24. August 2019    | 8.750 %        | 9.892 %        |
| 14           | 25. August 2019    | 9.995 %        | 11.986 %       |
| 15           | 31. August 2019    | 9.892 %        | 11.255 %       |
| 16           | 1. September 2019  | 12.001%        | 13.875%        |
| Durchschnitt | Durchschnitt       | 8.867%         | 10.197%        |

## Remake
Ein amerikanisches Remake von Hotel del Luna ist in Planung. Produziert wird dieses von der US-Sparte von Studio Dragon und Skydance Television. Alison Schapker ist Produzentin der Adaption.